# Ростовський Олександр Якович
Олекса́ндр Я́кович Росто́вський (*15 березня 1946, Чупира - †17 червня 2016, Ніжин) — доктор педагогічних наук, професор.

## Життєпис
Народився 15 березня 1946 р. в с. Чупира Білоцерківського району Київської області.
Закінчив музичний відділ Луцького педагогічного училища (клас баяна В.Пенського), музично-педагогічний факультет Ніжинського державного педагогічного інституту ім. М. Гоголя в 1969 (клас баяна К. Федотова), аспірантуру в Науково-дослідному інституті педагогіки УРСР — в 1978 році.
Кандидатську дисертацію на тему «Естетичне виховання підлітків засобами героїчної музики» захистив у 1979 році, а в 1994 році — дисертацію на здобуття вченого ступеня доктора педагогічних наук на тему: «Педагогічні основи керування процесом музичного сприймання школярів».
Працює у Ніжинській вищій школі з 1969 року на посадах викладача (1969 — 1979), старшого викладача (1979 — 1980), доцента (1980 — 1993), професора (з 1994 р.), завідувача кафедри музики (1979 — 2001), декана музичного факультету (з 1996 р.), декана факультету культури і мистецтв (2004—2006 рр.).
Основний напрямок наукових досліджень — музична педагогіка.
У наукових працях вченого дістали розкриття головні напрямки розвитку європейської музичної педагогіки від античності до сьогодення; закономірності, принципи і методи формування музичного сприймання школярів, теоретико-методологічні основи керування цим процесом; методичні засади музичного виховання учнів на основі української національної культури; шляхи вдосконалення змісту музичної освіти дітей. Особливий інтерес викликають праці, присвячені теоретико-методологічним аспектам професійної підготовки майбутніх учителів музики, розвитку їхніх творчих якостей.
Під керівництвом О. Я. Ростовського підготовлено й захищено 8 кандидатських дисертацій.

## Праці
Професор Ростовський — вчений-педагог, автором науково-методичних посібників і статей з проблем музичної освіти школярів і професійної підготовки майбутніх учителів музики.
Під керівництвом О. Я. Ростовського підготовлені чинні в Україні з 1988 року програми з музики для загальноосвітніх навчальних закладів.
- «Педагогіка музичного сприймання» (К., 1997),
- «Методика викладання музики у початковій школі» (Тернопіль, 2000, 2001),
- «Методика викладання музики в основній школі» (Тернопіль, 2000, 2001),
- «Лекції з історії західноєвропейської музичної педагогіки» (Ніжин, 2004).